# Clavinova

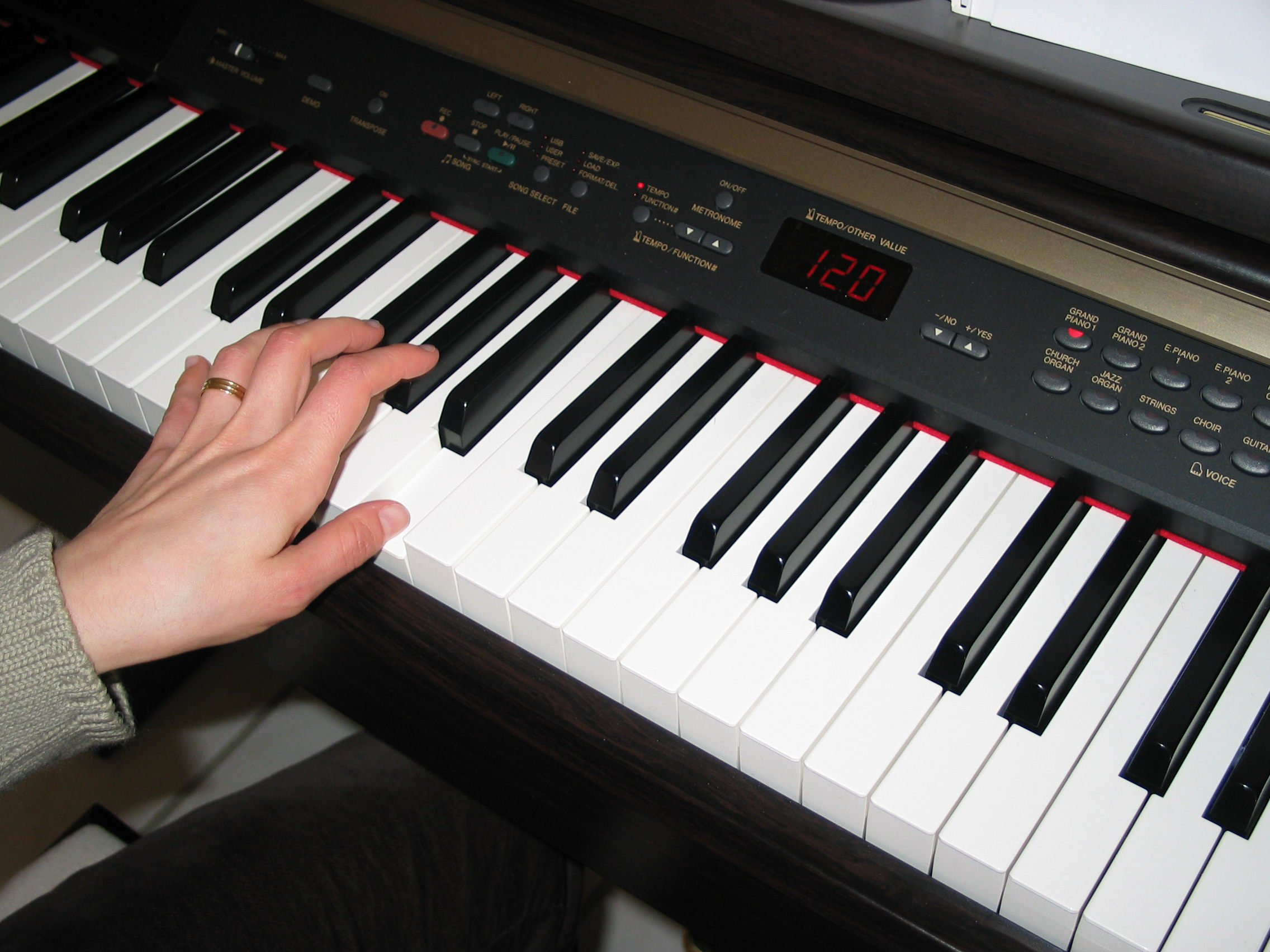
Teclado Clavinova.

Clavinova es una marca comercial de Yamaha para su línea de pianos electrónicos.
A diferencia de otros pianos electrónicos, el sonido no es sintetizado sino reproducido a partir de muestras digitales y el teclado tiene una estructura mecánica diseñada para simular el tacto de un piano acústico.
En vez de usar martillos para golpear las cuerdas como en los pianos acústicos o eléctricos, emplea sensores para detectar cuándo una tecla es pulsada y con qué intensidad.
Las series de pianos digitales Clavinova incorpora un teclado contrapesado de 88 teclas, al igual que un piano acústico convencional. Tienen una polifonía que les permite reproducir hasta 256 notas simultáneamente, en función del modelo. Esto es especialmente importante ya que una obra musical puede emplear muchas notas simultáneamente, especialmente cuando se hace uso del pedal fuerte.
También suelen incluir un sistema MIDI para conectarse digitalmente a otros aparatos musicales como secuenciadores y sintetizadores.
Existen dos gamas: CLP, que simula lo más fielmente un piano acústico, y CVP, que añade todo tipo de sonido, por ejemplo: ejecutar piezas de orquesta, viento, etcétera.